# リオネル・パワー
リオネル・パワー（Leonel Power、1370年代? - 1445年6月5日）は、イングランドの初期ルネサンス音楽の作曲家。ジョン・ダンスタブルと並んで、15世紀初頭のイングランド音楽における巨頭の一人である。中世音楽後期から初期ルネサンス音楽への過渡期に、さまざまな作曲様式によって作品を遺した。
オールド・ホール写本（the Old Hall Manuscript）の中でもっとも代表的な作曲家である。ヘンリー8世による修道院破壊運動によって多くの中世イングランドの手稿譜が破毀された中、かろうじて毀損をまぬかれたのがこの写本である。
| スタブアイコン | サブスタブ | この項目は、まだ閲覧者の調べものの参照としては役立たない、クラシック音楽に関連した書きかけの項目です。この項目を加筆・訂正などしてくださる協力者を求めています（P:クラシック音楽/PJ:クラシック音楽）。 |

| スタブアイコン | サブスタブ | この項目は、まだ閲覧者の調べものの参照としては役立たない、音楽関係者（バンド等）に関連した書きかけの項目です。この項目を加筆・訂正などしてくださる協力者を求めています（P:音楽/PJ:芸能人）。 |